# Cossulus bolshoji
Cossulus bolshoji is een vlinder uit de familie van de Houtboorders (Cossidae). De wetenschappelijke naam van de soort is voor het eerst gepubliceerd in 1936 door B. Zukowsky.
De soort komt voor in Kazachstan, Kirgizië en Oezbekistan.